# Frans Andriessen
Franciscus Henricus Johannes Joseph (Frans) Andriessen (Utrecht, 2 april 1929 – Bilthoven, 22 maart 2019) was een Nederlands politicus voor de Katholieke Volkspartij (KVP) en het Christen-Democratisch Appèl (CDA). Bijna twintig jaar lang was hij hoogleraar Europese integratie in Utrecht.

## Biografie

### Jeugd
Andriessen was de zoon van Jan Andriessen en was een vooraanstaand christendemocraat van katholieken huize. Voorafgaand aan zijn politieke loopbaan was hij directeur van een instituut voor de bouw. Hij kwam in 1967 voor de KVP in de Tweede Kamer nadat zijn vader die had verlaten, en werd aanvankelijk woordvoerder volkshuisvesting.

### Politiek
Andriessen volgde in 1971 Gerard Veringa op als partijleider, toen deze onverwacht moest aftreden vanwege gezondheidsproblemen. Hij leidde de KVP-Tweede Kamerfractie tijdens het kabinet-Den Uyl, waaraan hij kritisch, maar ook loyaal steun gaf. In 1977 maakte hij bezwaar tegen het ontwerp-regeerakkoord met de PvdA en werd hij door die partij afgewezen als kandidaat voor Economische Zaken. In het kabinet-Van Agt I, dat na de mislukte formatie-Den Uyl werd gevormd, was hij minister van Financiën. Andriessen trad op 22 februari 1980 af, omdat zijn plan om in het kader van Bestek'81 de overheidsfinanciën meer onder controle te krijgen geen gehoor vond binnen zijn eigen CDA-fractie. Fractieleider Ruud Lubbers vond dat de tijd er nog niet rijp voor was. Andriessen werd daarbij niet gesteund door de VVD-vicepremier Hans Wiegel.
Nadien werd hij Europees commissaris voor handelspolitiek. Andriessen stond bekend als een pragmatisch politicus.
In de periode 1967-1981 was hij lid van de Tweede Kamer, CDA-fractievoorzitter van de Tweede Kamer en lid van de Eerste Kamer en van 1981-1993 drie opeenvolgende termijnen, in diverse functies, lid van de Europese Commissie.
In 1995 was hij voorzitter van de commissie die een nieuwe koers moest uitzetten voor het CDA na de verkiezingsnederlaag en verslag deed in het rapport Nieuwe wegen vaste waarden. Op het CDA-kabinetsformatiecongres 2010 sprak hij zich uit tegen het vormen van een kabinet met gedoogsteun van de PVV, omdat dit volgens hem zou bijdragen aan verdeeldheid in Nederland.
Hij was vanaf de oprichting in 2009 lid van de raad van advies van het door zijn partijgenoot Dries van Agt opgerichte The Rights Forum. Deze ngo komt op voor de Palestijnen in de decennialange voortslepende kwestie Palestina-Israël.

### Hoogleraar
Van 1 maart 1990 tot 1 september 2009 was Andriessen bijzonder hoogleraar Europese integratie aan de Rijksuniversiteit Utrecht.
 Frans Andriessen ·  Richard Burke ·  Claude Cheysson* ·  Giorgios Contogeorgis ·  Poul Dalsager ·  Étienne Davignon ·  Antonio Giolitti ·  Finn Olav Gundelach** ·  Wilhelm Haferkamp ·  Karl-Heinz Narjes ·  Lorenzo Natali ·  Michael O'Kennedy* ·  François-Xavier Ortoli ·  Edgard Pisani ·  Ivor Richard ·  Gaston Thorn ·  Christopher Tugendhat 
  * afgetreden, ** overleden 
 Frans Andriessen ·  António Cardoso e Cunha ·  Claude Cheysson ·  Henning Christophersen ·  Stanley Clinton Davis ·  Arthur Francis Cockfield ·  Willy De Clercq ·  Jacques Delors ·  Manuel Marín ·  Abel Matutes ·  Nicolas Mosar ·  Karl-Heinz Narjes ·  Lorenzo Natali ·  Alois Pfeiffer* ·  Carlo Ripa di Meana ·   Peter Schmidhuber ·  Peter Sutherland ·  Grigoris Varfis 
  *overleden 
 Frans Andriessen ·  Martin Bangemann ·  Leon Brittan ·  António Cardoso e Cunha ·  Henning Christophersen ·  Christiane Scrivener ·  Jacques Delors ·  Jean Dondelinger ·  Ray MacSharry ·  Manuel Marín ·  Abel Matutes ·  Karel Van Miert ·  Bruce Millan ·  Filippo Maria Pandolfi ·  Vasso Papandréou ·  Carlo Ripa di Meana ·   Peter Schmidhuber 